# Wilbraham (hrabstwo Hampden)
Wilbraham – jednostka osadnicza w Stanach Zjednoczonych, w stanie Massachusetts, w hrabstwie Hampden.